# بارتولوميو غيل
بارتولوميو غيل (بالإنجليزية: Bartholomew Gill)‏ (22 يوليو 1943 - 4 يوليو 2002)؛ روائي أمريكي.